# ザンドロ・ヴァーグナー
ザンドロ・ヴァーグナー（Sandro Wagner, 1987年11月29日 - ）は、西ドイツ・ミュンヘン出身の元サッカー選手、サッカー指導者。現役時代のポジションはフォワード。

## 経歴

### クラブ
1995年からバイエルン・ミュンヘンのユースチームに所属し、トップチームに昇格すると2007年7月25日に行われたDFLリーガポカールのVfBシュトゥットガルト戦で初ゴールを決めた。2007-08シーズンにブンデスリーガで4試合に優勝を経験したほか、下部チームのバイエルン・ミュンヘンIIで通算44試合に出場した。
2008年6月、ブンデスリーガ2部のMSVデュースブルクに移籍し、2010年1月31日、ヴェルダー・ブレーメンに移籍した。ブレーメンではUEFAチャンピオンズリーグで4試合に出場したが、2012年1月から同年6月30日まで1.FCカイザースラウテルンへ期限付き移籍をした。
2012年、ブンデスリーガ2部のヘルタ・ベルリンと2年契約を締結し、監督のヨス・ルフカイの下で通算75試合に出場した。
2015年8月、SVダルムシュタット98と2年契約を締結した。それまでの選手キャリアにおいてヴァーグナーは目立った成績を残すことができず、各クラブの監督やサポーターからも低評価を受けていたが、ダルムシュタットへの加入後は得点力を開花させ、2015-16シーズンには14得点をあげる活躍を見せた。
2016年6月、TSG1899ホッフェンハイムへ移籍した。契約期間は2019年までの3年間。ホッフェンハイムへの加入後も好調なプレーを維持し、ブンデスリーガ第13節終了の時点で12試合に出場し7得点をあげている。最終的に31試合11得点と2年連続で二桁得点と結果を残し、クラブ史上初となる国際大会の出場権獲得に貢献した。
2017年7月にはホッフェンハイムとの契約期間をさらに1年延長、同年12月16日のブンデスリーガ第17節終了時点で公式戦50試合に出場し18得点を記録した。その一方で2017-18シーズンの最中には、ロベルト・レヴァンドフスキのバックアップメンバーを求めるバイエルン・ミュンヘンへの移籍話が浮上していた。
同年12月21日、古巣バイエルン・ミュンヘンへ9年半ぶりの復帰が決まった。契約期間は2018年1月1日から2020年6月30日までの2年半。2018年1月27日、古巣のホッフェンハイム戦で移籍後初得点を決めた。
2019年1月30日、中国スーパーリーグに所属する天津泰達への移籍が発表され、2年契約を結んだ。2020年7月25日、個人的な理由から契約を解除し退団。

### 代表
代表レベルではU-21ドイツ代表として8試合に出場した経験がある。2009年、スウェーデンで開催されたUEFA U-21欧州選手権2009では決勝のU-21イングランド代表戦で2得点をあげる活躍を見せ、メスト・エジルやマッツ・フンメルスやサミ・ケディラらとともに優勝に貢献した。
2017年5月、ロシアで開催されるFIFAコンフェデレーションズカップ2017のドイツ代表メンバーに選出された。同年6月6日に行われたデンマーク代表との国際親善試合で代表デビューを飾ると、同年6月10日に行われた2018 FIFAワールドカップ・ヨーロッパ予選のサンマリノ代表戦では16分にヨシュア・キミッヒのクロスから代表初得点を決め、29分にもアミン・ユネスのパスから得点、さらに85分にはキミッヒのクロスからヘディングシュートを決めハットトリックを達成した。
コンフェデレーションズカップではグループリーグ第1戦のオーストラリア代表戦で先発出場したものの、この試合以降は出場機会がなかったが、優勝メンバーに名を連ねた。
2018 FIFAワールドカップのメンバーには選ばれなかった。

## 指導者経歴
2021年6月25日、SpVggウンターハヒンクの監督に就任することが発表された。
2023年6月、ハネス・ヴォルフ監督のアシスタントコーチとしてドイツU-20代表のスタッフに加わった。
2023年9月10日、ハンジ・フリックが解任されてスポーツディレクターのルディ・フェラーがフランス代表との国際親善試合で暫定的に指揮を執ることになったドイツ代表のアシスタントコーチに就任。ホッフェンハイム時代に指導を受けたユリアン・ナーゲルスマンがドイツ代表監督に就任が決定した後も引き続きアシスタントコーチを務めることになった。
2025年5月28日、3年契約でFCアウグスブルク監督に就任した。

## 人物
技術的には粗さがあるが、前線からの積極的なチェイシングや屈強な身体を生かしたボールキープで味方の攻撃をサポートする。また、ペナルティーエリア内では身体を投げ出すような積極果敢なプレーを得意としており、TSG1899ホッフェンハイムの元チームメイトのセバスティアン・ルディは「最前線に戦車のような彼がいるだけで素晴らしい」と評している。
プロデビュー以来、目立った実績を残すことができなかった苦労人であるが、その一方で「俺はここ数年、ドイツで最も優れた圧倒的なフォワードだ」と公言してはばからない強気な性格であり、メディアやファンからは批判の対象となっている。ホッフェンハイムの監督であるユリアン・ナーゲルスマンは「彼は試合に挑む上で必要なモチベーションと、闘争心をチームに持ち込んでくれる」と評しているが、後先のことは考えず、思ったことを率直に口に出すという彼の姿勢は、ドイツ国内でも評価が分かれている。

## 代表歴

### 出場大会
- U-21ドイツ代表
  - 2009年 - UEFA U-21欧州選手権2009（優勝）
- ドイツ代表
  - 2017年 - FIFAコンフェデレーションズカップ（優勝）

### 試合数
- 国際Aマッチ 8試合 5得点（2017年 - 2018年）[26][27]

| ドイツ代表 | 国際Aマッチ | 国際Aマッチ |
| 年         | 出場        | 得点        |
| ---------- | ----------- | ----------- |
| 2017       | 7           | 5           |
| 2018       | 1           | 0           |
| 通算       | 8           | 5           |

### 代表での得点
| #  | 開催日        | 開催地                                                     | 対戦国           | スコア | 結果 | 大会                                    |
| -- | ------------- | ---------------------------------------------------------- | ---------------- | ------ | ---- | --------------------------------------- |
| 1  | 2017年6月10日 | ニュルンベルク、フランケンシュタディオン                   | サンマリノ       | 2–0    | 7–0  | 2018 FIFAワールドカップ・ヨーロッパ予選 |
| 2  | 2017年6月10日 | ニュルンベルク、フランケンシュタディオン                   | サンマリノ       | 3–0    | 7–0  | 2018 FIFAワールドカップ・ヨーロッパ予選 |
| 3  | 2017年6月10日 | ニュルンベルク、フランケンシュタディオン                   | サンマリノ       | 7–0    | 7–0  | 2018 FIFAワールドカップ・ヨーロッパ予選 |
| 4. | 2017年10月5日 | ベルファスト、ウィンザー・パーク                           | 北アイルランド   | 2–0    | 3-1  | 2018 FIFAワールドカップ・ヨーロッパ予選 |
| 5. | 2017年10月8日 | カイザースラウテルン、フリッツ・ヴァルター・シュタディオン | アゼルバイジャン | 2–1    | 5-1  | 2018 FIFAワールドカップ・ヨーロッパ予選 |

## タイトル

### クラブ
バイエルン・ミュンヘン
- ブンデスリーガ：2回（2007-08, 2017-18）
- DFBポカール：1回（2008）
- DFLリーガポカール：1回（2007）
- DFLスーパーカップ：1回（2018）

### 代表
- UEFA U-21欧州選手権2009
- FIFAコンフェデレーションズカップ2017